# Steeler (deutsche Band)
Steeler war eine deutsche Heavy-Metal-Band der 1980er Jahre. Der Bandname bezog sich auf einen Song von Judas Priest.

## Geschichte
Steeler wurden 1980 in Bochum von Gitarrist Axel Rudi Pell und Bassist Volker Krawczak gegründet. Die Band spielte anfangs einen traditionellen, harten Metal-Stil im Fahrwasser von Accept und den Scorpions. Nach diversen Line-up-Wechseln kamen Sänger Peter Burtz, Gitarrist Tom Eder von Fallen Angel und Schlagzeuger Jan Yildiral (Wiese) von Avenger in die Band. Nach ersten Demos, die europaweit unter anderem in Tony Jaspers legendärer HM-Show reichlich Vorschusslorbeeren ernteten, kam im Jahr 1984 beim Label Earthshaker unter der Regie von Produzent Axel Thubeauville das Debütalbum, das schlicht Steeler hieß, auf den Markt. Damit setzte sich die Band zusammen mit Warlock, Grave Digger, Avenger (heute Rage) und Running Wild an die Spitze der deutschen Metal-Szene. Es folgten drei weitere Alben und zahlreiche Konzerte, Festivals und Tourneen. Das dritte Album, Strike Back, ist ihr bis heute erfolgreichstes und enthält viele Klassiker wie Waiting for a Star oder Night after Night. Mit dem vierten Album, Undercover Animal, sollte der Stil massentauglicher werden. Trotz einer erfolgreichen Tour mit der englischen Metal-Band Saxon im Jahr 1988 entstanden Uneinigkeiten innerhalb der Band. Diese Tour war somit zugleich die letzte. Nach dem Ausstieg von Jan Yildiral (Wiese) und Axel Rudi Pell und einem letzten Comeback-Versuch in Bochum lösten sich Steeler im Jahr 1989 endgültig auf.

### Reunion-Auftritt
2014 ist die Band Steeler noch einmal bei einem Axel Rudi Pell & Friends Abend beim Bang-Your-Head-Festival in Balingen aufgetreten. Dabei waren Peter Burtz, Axel Rudi Pell, Tom Eder, Jan Yildiral (Wiese) und die Bassisten Volker Krawczak und Roland Hag (Axe Victims). Die Band eröffnete das Konzert. Gespielt wurden die vier Songs Call Her Princess, Night After Night, Rockin' the City und Undercover Animal.

### Karrieren der Mitglieder nach Auflösung
Pell setzte seine Musikerkarriere erfolgreich mit seiner eigenen Band fort.
Sänger Peter Burtz übernahm den Posten des Chefredakteurs beim Metal Hammer und trat später als EMI-Manager und erfolgreicher Comedy-Produzent in Erscheinung – er betrieb unter anderem zusammen mit Elmar Brandt die Gerd-Show.
Schlagzeuger Jan Wiese (Ex-Yildiral) spielte in weiteren Bands wie Darxon, mit denen er 1992 die Platte Shout aufnahm. Später baute er in Florida, USA und seit 1992 auch in Deutschland eine Touristik- und Eventfirma (Check-In Reisecenter/Herne) auf. Seine aktuelle deutsche Band heißt Morgenstein.
Volker Krawczak, der erste Bassist, spielt heute mit Axel Rudi Pell zusammen in dessen Projekt ARP.
Tom Eder arbeitet als selbständiger Journalist und ist Gitarrist in einer Band.
Roland Hag, der von 1987 bis 1989 Bassist bei Steeler war, ist heute (Stand April 2015) Chefredakteur der Frauenzeitschrift Neue Post und spielt in der Band Cash Only.

## Diskografie
- 1984: Steeler – Steeler, ES 4001
- 1985: Rulin’ the Earth, Steeler, ES 4009
- 1986: Strike Back, Steeler, SH 0053, LC 9002, LP,CD,MC,PD
- 1988: Undercover Animal, Steeler, SH 85-7510-16, LC 9002, CD,LP,MC,PD
- 1986: Single, Strike Back, Night after Night,  Steamhammer/SPV SH 0067, LC 9002

- 1988: Single, Undercover Animal, Knock me out, Steamhammer/SPV 01-7513, LC 9002
- 2014: ARP/Magic Moments, SPV 267890 3CD, 757.864.A, 757.864.B, 757.864.C
- Compilations:

## Metallic Bunny’s Fast Collection
| Label: | Earthshaker Records – ES 4017 |

## Videos
- 1987: Metal Hammer Roadshow 2 – Live
- 1988: The Deeper the Night
- 2014: ARP/Magic Moments – Live Recording Axel Rudi Pell/Steeler/BangYourHead Festival, Messegelände, Balingen, Germany
- 1986: Steeler, Strike Back Album – https://www.youtube.com/watch?v=BShxoXrraXI
- 1988: Steeler, Live, Bochum, Germany – https://www.youtube.com/watch?v=wZf-kpFLB-E
- 1988: Steeler – https://www.youtube.com/watch?v=eSV6X8wpvz0